# 都波岐奈加等神社
都波岐奈加等神社（日语：／ Tsubaki Nakato-jinja */?）是一座位於日本三重縣鈴鹿市一之宮町的神社，社格是式內小社、伊勢國一宮和縣社，主祭神是猿田彥大神。神社的舞獅以「都波岐神社中戶流獅子舞」的名義在2000年3月10日獲指定為鈴鹿市無形民俗文化財。

## 歷史

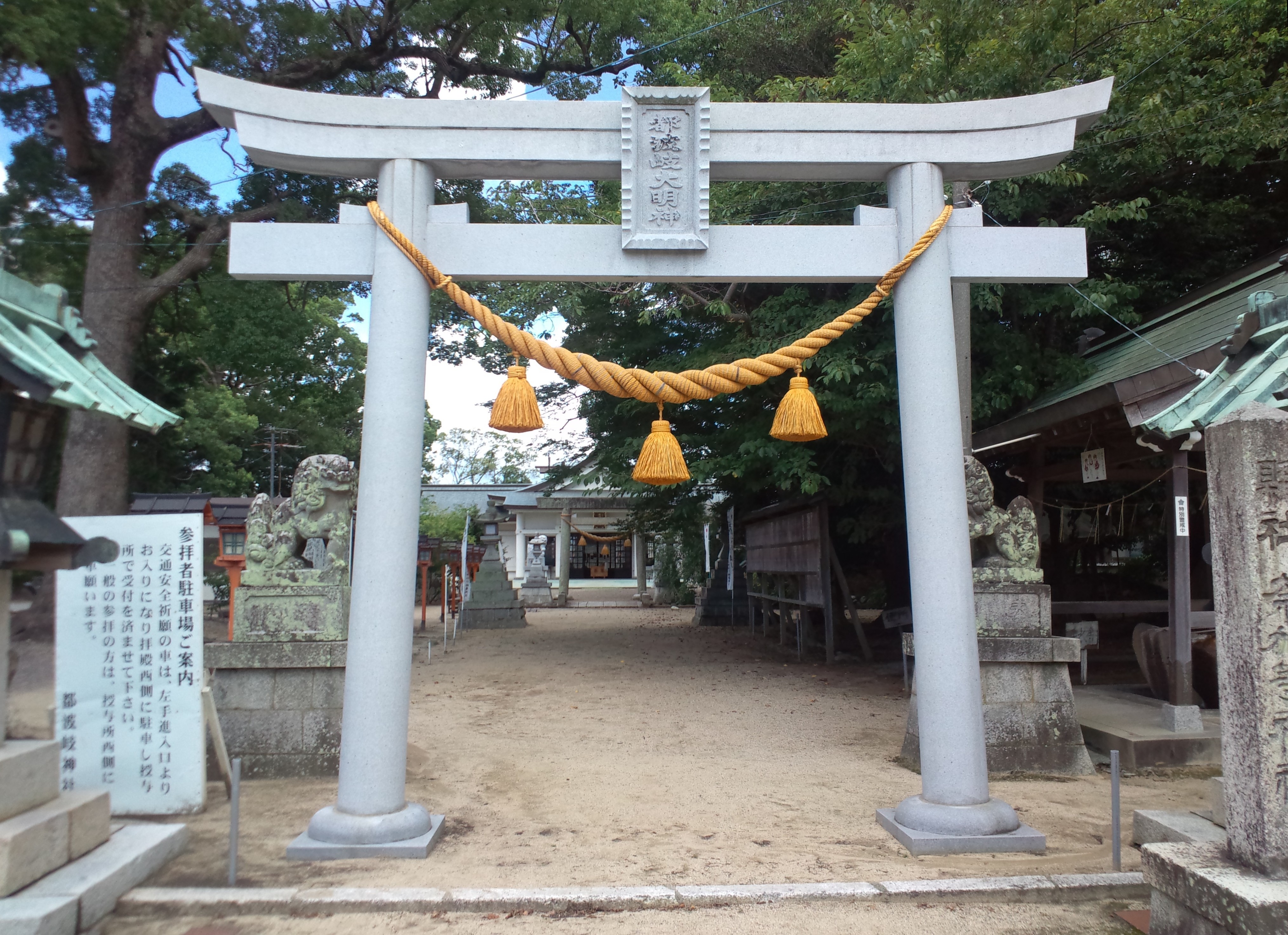
鳥居

雄略天皇23年（479年）3月，神社由猿田彥大神的八世孫伊勢國造高雄束命奉敕命在伊勢國河藝郡中跡里（神社現址）創建而成，都波岐和奈加等的名稱則源於猿田彥大神和中筒之男神附身於天椹野命的第十五世孫中跡直山部廣幡之女多加屋姬後的神諭而得名，並且由中跡直山部廣幡擔任首任祭主。進入平安時代後，空海在天長年間（824年至834年）時參拜神社，並且奉納了兩個獅子頭，承曆3年（1079年）時又獲白河天皇授予正一位的神階以及下賜御筆匾額，在《延喜式神名帳》中，都波岐神社和奈加等神社均是式內小社，《玉襷》和《和漢三才圖會》等均主張這裡提到的都波岐神社就是本社，然而《三國地誌》、《式社案內》和《勢陽雜記拾遺》等則認為是指津萩神社，《神祇誌料》和《特選神名牒》也依從此說法。
進入中世後，攝政鷹司冬平在正和年間（1312年至1317年）上奏，讓花園天皇閱覽神社的「神傳記」，其後在嘉慶年間（1387年至1389年），室町幕府征夷大將軍足利義滿於富士登山的回程中參拜了神社，不但獻上幣帛，又寄進社領，促使大量武士前來參拜，其後在應永13年（1406年）由神社的神宮寺製作的鰐口現藏於靈山寺。永祿年間（1558年至1570年），在織田信長出兵攻打神戶城和高岡城期間，神社毀於戰火，白河天皇的御筆匾額和各種記錄也被燒毀。進入江戶時代後，神社的社殿在寬永年間（1624年至1645年）由一柳直盛重建，其後按《伊勢式內神社檢錄》記載，神社的本殿在享保年間（1716年至1736年）改建為兩道門後，兩座神社合二為一。幕末時，神社與阿蘇神社、鹿島神宮作為攝政鷹司家的執奏社設有大宮司職。
此外，關於神社與椿大神社就伊勢國一宮誰屬的問題，根據《大日本國一宮記》記載，一宮是「都波岐神社猿田彥神也伊勢河曲郡」，成書鎌倉時代的《類聚既驗抄》則僅有「椿宮　伊勢國一宮」的記述，由於「椿」和「都波岐」在日語中的發音相同，從而引發爭議，按《河藝郡史》和《神戶平原地方鄉土史》記載，都波岐神社在安政年間（1855年至1860年）由吉田家判定為伊勢國一宮，伴信友則指神社是小規模的神社，同時又是一宮。1873年，神社獲指定為村社，1875年10月升至鄉社，1903年3月17日升至縣社，1906年12月25日獲指定為神饌幣帛料供進社。1997年3月24日，神社於1876年建成的木造瓦葺拜殿和祝詞 (神道)殿毀於火災，其後在氏子的協助下於翌年10月10日拜殿落成。

## 祭神、建築和祭事
都波岐神社的祭神是猿田彥大神，奈加等神社的祭神是天椹野命和中筒之男命，建有本殿和拜殿，境內社分別是位於左面的小川藥王子社和右面的神明春日社，其中小川藥王子社原名小川神社，在1907年由五座境內社併入至的八幡神社以及附近的三座神社合併而成，原名小川神社，被認為是式內社之一，祭神分別是天宇受賣命、大穴牟遲命、少毘古名命、宇迦之御魂命、品陀和氣命、鷹司房輔公、菅原神、須佐之男命和大山津見神，神明春日社則由境內社神明神社和春日神社合併而成，祭神分別是天照大御神和天兒屋命。
| 月次祭（毎月15日） |                                                 |
| 1月                | 歲旦祭（1月1日） 注連繩燒納祭（1月15日）        |
| 2月                | 祈年祭（2月20日）                               |
| 3月                | 初午祭（3月4日）                                |
| 4月                | —                                               |
| 5月                | 講社春季大祭（5月5日）                          |
| 6月                | 夏越大祓（6月30日）                             |
| 7月                | 天王祭（7月14日）                               |
| 8月                | —                                               |
| 9月                | —                                               |
| 10月               | 秋季例大祭（10月8日） 小川藥王子社祭（10月9日） |
| 11月               | 七五三詣（11月1日） 新嘗祭（11月23日）          |
| 12月               | 山神祭（12月4日） 年末大祓（12月30日）          |

## 外部連結
- . kotobank （日语）.
- . kotobank （日语）.
- （页面存档备份，存于）